# Serbische Fußballnationalmannschaft (U-18-Junioren)
Die serbische U-18-Fußballnationalmannschaft ist eine serbische Fußballjuniorennationalmannschaft. Sie vertritt Serbien als Auswahlmannschaft in der U-18-Altersklasse bei Freundschaftsspielen, da seit einer Verschiebung der Altersgrenze um ein Jahr seit 2001 keine UEFA-Wettbewerbe mehr in dieser Altersklasse ausgetragen werden.

## Geschichte
Die serbische U-18-Auswahl trat nach Gründung Serbiens als eigenständigem Staat 2006 das Erbe der jugoslawischen respektive serbisch-montenegrinischen U-18-Auswahlmannschaft an. Da seit 2001 keine offiziellen Wettbewerbe in der U-18-Altersklasse ausgetragen werden, tritt die Mannschaft nur zu Freundschaftsspielen und bei Einladungsturnieren an. Damit dient die Mannschaft insbesondere als Vorbereitung für die U-19-Nationalmannschaft.
Die jugoslawische Vorgängermannschaft hatte beim UEFA-Juniorenturnier zweimal den Titel gewonnen, 1951 mit einem 3:2-Finalsieg gegen Österreich und 1979 durch einen 1:0-Sieg gegen Bulgarien. Für die 1981 eingeführte U-18-Europameisterschaft qualifizierte sich die Mannschaft erstmals beim Turnier 1983. Bei dieser wurde nach dem Zusammenbruch Jugoslawiens bei der letzten Austragung vor Altersverschiebung 2001 der größte Erfolg erreicht, als das gegen Spanien verloren gegangene Spiel um den dritten Platz erreicht wurde.